# Code des pensions militaires d'invalidité et des victimes de guerre
Le Code des pensions militaires d'invalidité et des victimes de guerre est un code de droit français regroupant des dispositions en faveur des anciens combattants, des victimes civiles de guerre et des victimes du terrorisme. Il a été élaboré sur la base de  la « loi Lugol » (31 mars 1919), votée sous l’impulsion de Georges Clemenceau aux lendemains de la Première Guerre mondiale.
Cette base ayant nécessité de nombreux ajustements à la suite de la Seconde Guerre mondiale, la première version de ce code juridique bien particulier, puisque de Souveraineté nationale est entrée en vigueur en 1951. Appelé initialement Code des pensions militaires d'invalidité et des victimes de la guerre, il a été remplacé le 1er janvier 2017 par le code actuellement en vigueur. 

## Sources